# Зевксіппа (дочка Гіппокоона)
Зевксіппа (дав.-гр. Ζευξίππη, ім'я означає «та, що запрягає коней») — персонаж давньогрецької міфології, дочка Гіппокоона, дружина царя лестригонів Антифата, від якого вона народила Оїкла і Амфалька, бабуся сина Оїкла Амфіарая.